# Madhyamaka
Madhyamaka, ook bekend als Śunyata-vada, 'De weg van de leegte', is een boeddhistische Mahayāna-traditie, bekend geworden door Nāgārjuna en Aśvaghoṣa. De volgelingen worden aangeduid als "Mādhyamika's."

## Ontstaan
Madhyamika komt voort uit de Prajna-paramita soetra's, de 'Perfectie van wijsheid', waarin het begrip leegte een centrale plaats heeft. De twee bekendste teksten hiervan zijn de Hartsoetra en de Diamantsoetra.
Volgens de overlevering is de Mahhyamika-school gesticht door Nagarjuna omstreeks het jaar 200. Hij schreef vele teksten, waarvan de bekendste en invloedrijkste de Mula-madhyamaka-karika is, de Verzen uit het midden.

## Ideeën
Volgens de Mādhyamaka's zijn alle gebeurtenissen leeg: zonder onveranderlijk, zelfstandig zelf (in het Sanskriet: Svabhāva). Daarmee wordt bedoeld dat ze geen onafhankelijk intrinsieke werkelijkheid hebben, los van de oorzaken en condities van waaruit ze ontstaan.
Madhyamaka vormt een "middenweg" tussen substantialisme (er is een onveranderlijke werkelijkheid achter de wereld der verschijnselen) en nihilisme (niets bestaat).
Door het logisch beredeneerd onderuit halen van bestendige essenties leert men om vaststaande denkkaders los te laten. Uiteindelijk resulteert dit in het zien van de werkelijkheid zoals ze is.

## Verder lezen
- Batchelor, Steven (vertaler)(2001), Verzen uit het midden. Een verkenning van het sublieme. Rotterdam: Asoka
- Kalupahana, David J. (1992), A history of Buddhist philosophy. Delhi: Motilal Banarsidass Publishers Private Limited